# Cangkya Lobsang Pelden Tenpe Drönme
| Tibetische Bezeichnung                                                    |
| ------------------------------------------------------------------------- |
| Tibetische Schrift: ལྕང་སྐྱ་བློ་བཟང་དཔལ་ལྡན་བསྟན་པའི་སྒྲོན་མེ                         |
| Wylie-Transliteration: lcang skya blo bzang dpal ldan bstan pa'i sgron me |
| Chinesische Bezeichnung                                                   |
| Vereinfacht: 章嘉•罗桑华丹旦白仲美                                        |
| Pinyin:Zhangjia Luosang Huadan Danbai Zhongmei                            |

Cangkya Lobsang Pelden Tenpe Drönme (tibetisch ལྕང་སྐྱ་བློ་བཟང་དཔལ་ལྡན་བསྟན་པའི་སྒྲོན་མེ Wylie lcang skya blo bzang dpal ldan bstan pa'i sgron me; geb. 1890 in Datong, Provinz Qinghai; gest. 4. März 1957 in Taipeh, Republik China (Taiwan)) war ein bedeutender politisierter Geistlicher der Gelug-Schule tibetischen Buddhismus, er war der 7. Cangkya Qutuqtu, die höchste Person des tibetischen Buddhismus in der Inneren Mongolei, und als Träger dieses Titels einer der vier höchsten Lamas des tibetischen Buddhismus überhaupt. Er unterstützte die Kuomintang und folgte dieser später auch nach Taiwan.
Im Alter von neun Jahren wurde er vom Kaiser Guangxu in die Hauptstadt nach Peking beordert. Mit zehn Jahren wurde er von der Qing-Regierung zum Zhasakeda-Lama ernannt. Er verwaltete in Duolun die Klöster Huizong, Shanyin, die Hauptstadtklöster Songzhu, Fayuan, Zhizhu und Fahai, darüber hinaus die Klöster Youning in Qinghai, im Wutai Shan Zhenhai, Shanle und Guang’an. Nach der Gründung der neuen Republik (1912) unterstützte er die Kuomingdang, von der er auch Titel verliehen bekam und finanzielle Aufwendungen erhielt. Er bekleidete auf Taiwan verschiedene Ämter.